# Joachim Scharf

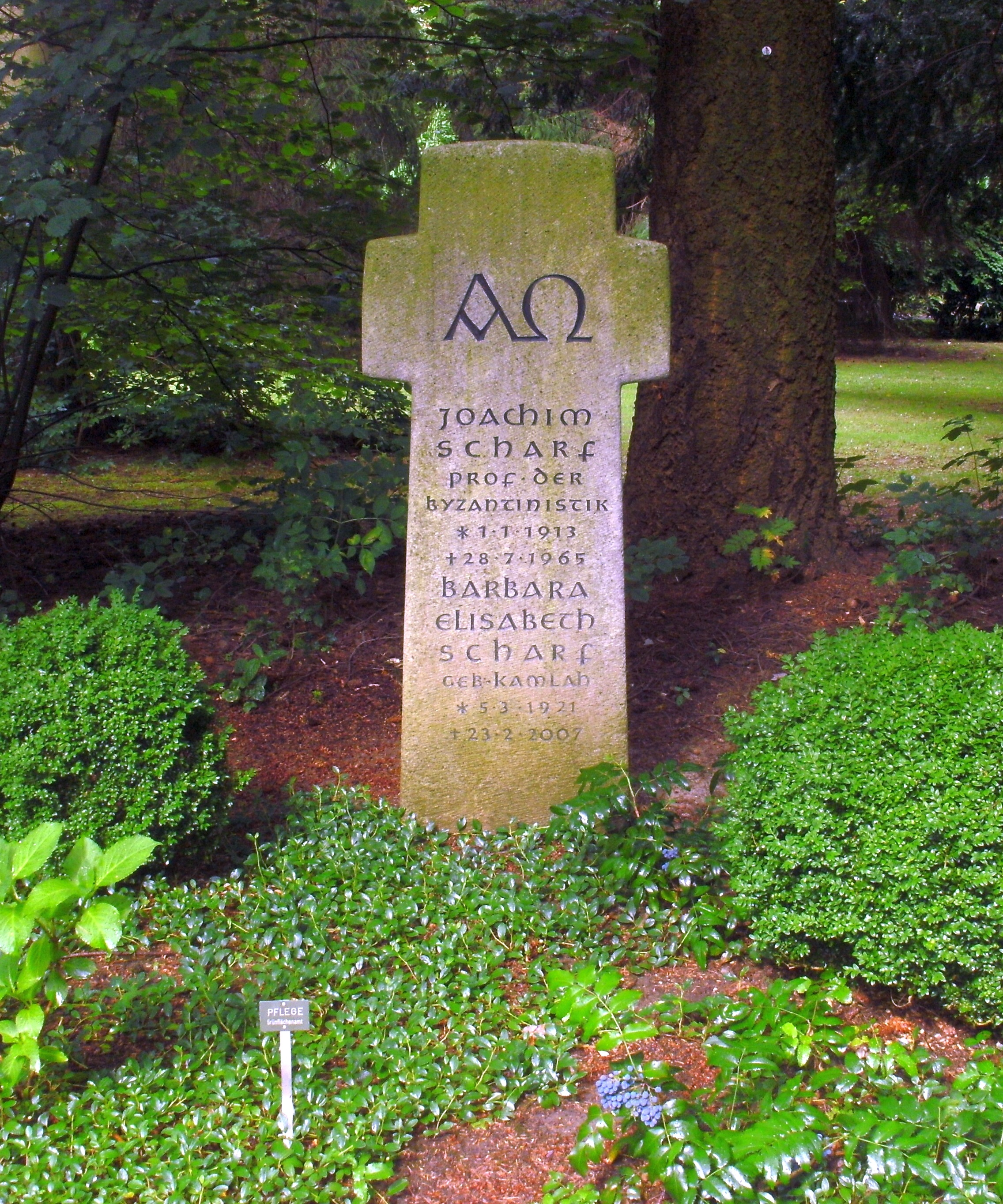
Göttingen, Stadtfriedhof: Grab Joachim Scharf

Joachim Scharf (* 1. Januar 1913 in Salzderhelden; † 28. Juli 1965 in Trier) war ein deutscher Byzantinist.
Joachim Scharf, der Sohn eines Reichsbahnbeamten, siedelte mit seinen Eltern 1923 nach Göttingen über und besuchte dort das Städtische Gymnasium. Nach der Reifeprüfung (1931) studierte er Klassische Philologie und Alte Geschichte an der Universität Göttingen und der Universität Freiburg (bei Martin Heidegger, Walther Kolbe und Wolfgang Schadewaldt). 1936 wurde er in Göttingen bei Ulrich Kahrstedt und Edward Schröder mit der Dissertation Studien zur Bevölkerungsgeschichte der Rheinlande auf epigraphischer Grundlage promoviert. Nach dem Ersten Staatsexamen (1937) arbeitete er als Assistent an der Universität Freiburg und der Universität Berlin.
Bei Ausbruch des Zweiten Weltkriegs wurde Scharf eingezogen und an die Front geschickt. Nach langer Gefangenschaft war er zunächst im Schuldienst tätig, wobei er nebenbei an der Überarbeitung des Lehrwerks Ianua linguae Latinae mitarbeitete. Sein Ziel war jedoch weiterhin die akademische Karriere. Am 4. Juli 1960 habilitierte er sich in Göttingen bei Percy Ernst Schramm für Byzantinistik. Zum 1. April 1964 wurde Scharf auf den neu eingerichteten Lehrstuhl für Byzantinistik an die Universität Münster berufen. Er starb am 28. Juli 1965 auf einer Exkursion in Trier im Kreis seiner Studenten. Ihm zu Ehren wurde eine Tagung im Januar 2015 an der Universität Münster abgehalten.

## Schriften (Auswahl)
- Studien zur Bevölkerungsgeschichte der Rheinlande auf epigraphischer Grundlage. Neue Deutsche Forschungen, Abt. Alte Geschichte, Verlag Junker & Dünnhaupt, Berlin 1938
- Noch einmal Ithome. In: Historia: Zeitschrift für Alte Geschichte 3 (1954), S. 153–162
- Die erste ägyptische Expedition der Athener. Ein Beitrag zur Geschichte der Pentekontaetie. In: Historia: Zeitschrift für Alte Geschichte 3 (1955), S. 308–325
- Photios und die Epanagoge. In: Byzantinische Zeitschrift 49 (1956), S. 385–400
- Quellenstudien zum Prooimion der Epanagoge. In: Byzantinische Zeitschrift 52 (1959), S. 68–81
- Studien zu Smaragdus und Jonas. In: Deutsches Archiv 17 (1961), S. 371–384
- Der Kaiser in Proskynese. Bemerkungen zur Deutung des Kaisermosaiks im Narthex der Hagia Sophia von Konstantinopel. In: Festschrift Percy Ernst Schramm zu seinem siebzigsten Geburtstag von Schülern und Freunden zugeeignet, Wiesbaden 1964, S. 27–35
- Ius Divinum. Aspekte und Perspektiven einer byzantinischen Zweigewaltentheorie. In: Peter Wirth (Hrsg.): Polychronion. Festschrift Fr. Dölger zum 75. Geburtstag. Heidelberg 1966, S. 462–479